# Digit and Dash
Digit and Dash (stylisé Digit & Dash) est un jeu vidéo de plates-formes, développé et édité par Insomniac Games, sorti en 2015 sur iOS. L'histoire est celle d'un duo, composé de Digit, un robot, et Dash, un extraterrestre, séparé par un hot-dog mutant qui divise leur monde. En 2020, le jeu, devenu entre-temps obsolète, est republié par GameClub, sur iOS et Android.

## Système de jeu
Digit and Dash est un jeu de plates-formes de type runners à défilement vertical, et en vue de profil. Chaque personnage court en même temps de part et d'autre de l'écran. Ils sont séparés scénaristiquement en deux à cause d'un hot-dog mutant. Le joueur, qui contrôle en simultané les deux personnages, peut sauter, s'écraser au sol ou dash afin de parvenir jusqu'à la fin du niveau tout en collectant des pièces de monnaie,,.

## Développement
Digit and Dash est un jeu du studio indépendant américain Insomniac Games, qui est publié le 13 mai 2015 sur iOS. Le studio construit sa renommée en développant plusieurs franchises à succès dans les années 2000 et 2010 sur console de salon tels que Spyro the Dragon, Ratchet and Clank et Resistance. Néanmoins, en 2015, le studio se diversifie en créant une division interne de développement de jeux sur mobiles (iOS et Android) et sort en quelques semaines  : Fruit Fusion le 7 mai, puis Digit and Dash le 13, et enfin Bad Dinos le 20.
Peu à peu, Digit and Dash est délaissé par le studio mère. En conséquence, le jeu devient obsolète lorsqu'Apple sort des nouvelles versions de son système d'exploitation et de ses smartphones. Néanmoins, en 2020, GameClub redonne vie au jeu en le mettant à jour et le distribue sur iOS et également Android.

## Accueil
- TouchArcade : 4,5/5[5]
- Gamezebo : 4/5[6]